# Corona (bier)
Corona, officieel Corona Extra, is een Mexicaans biermerk van brouwerij Grupo Modelo, onderdeel van AB InBev. Het heeft een alcoholpercentage van 4,5% en een lichte kleur. 
Bij de productie van Corona wordt relatief weinig gerst gebruikt. Een groot deel bestaat uit maïs. Ook hop wordt beperkt gebruikt. De drank wordt vaak geserveerd met een partje citroen of limoen in de flessenhals. Het stukje citroen of limoen was oorspronkelijk bedoeld om vliegen en andere beestjes te weren.
Het bier wordt geleverd in een fles van blank glas waardoor het beperkt houdbaar is. Er worden twee flesmaten voor dit bier gebruikt. Corona, met een inhoud van 35,5 centiliter en Coronita (kleine Corona) met een inhoud van 21 centiliter. Tevens is het leverbaar in blikjes van 33 cl.
Sinds 2022 is er een alcoholvrije variant op de markt onder de naam "Corona Cero 0.0".

## Galerij

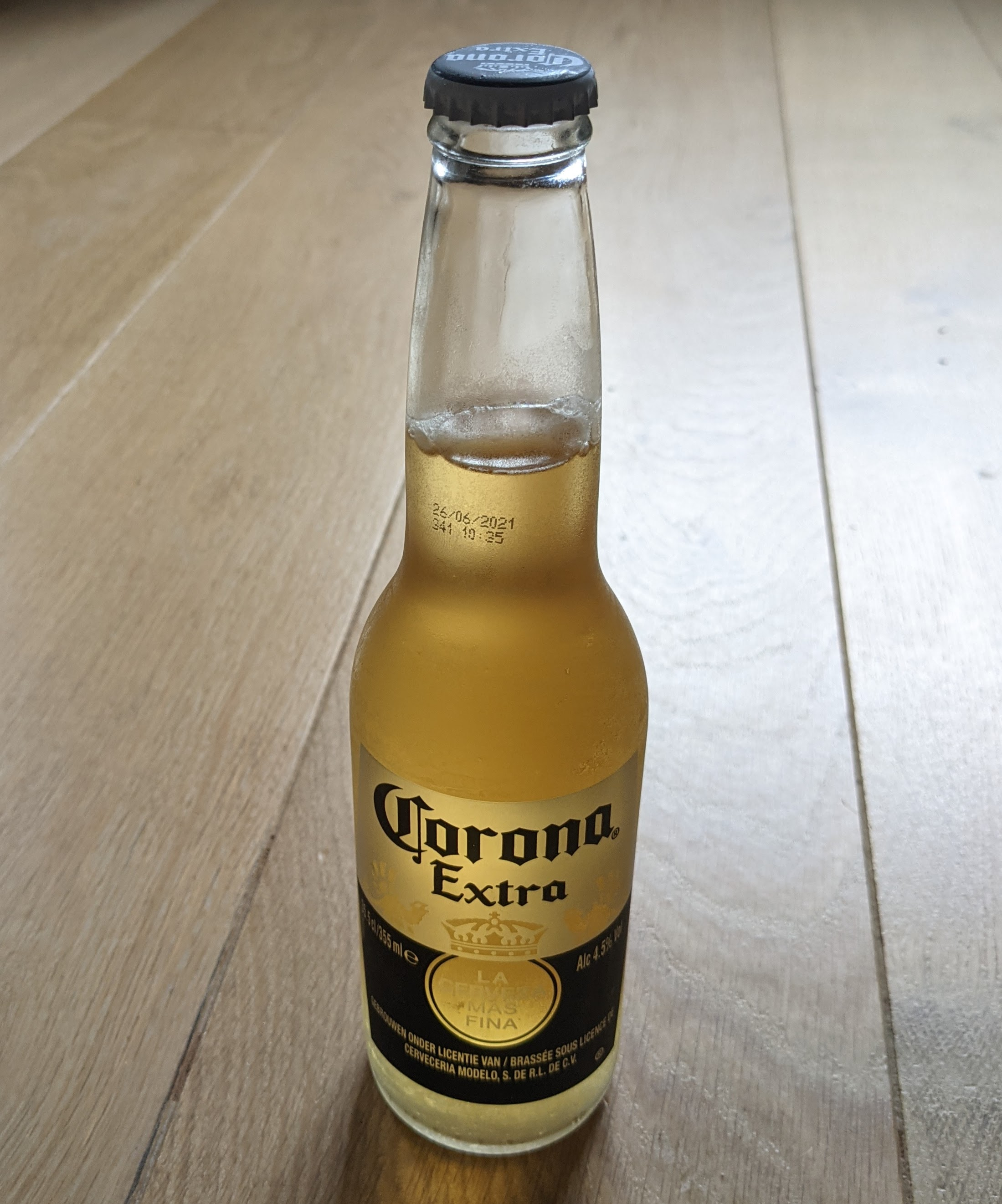
Corona Extra van AB-Inbev